# Collegio di Scarborough and Whitby
Scarborough and Whitby è un collegio elettorale inglese della Camera dei comuni del Parlamento del Regno Unito, situato nel North Yorkshire, nella regione dello Yorkshire e Humber. Elegge un membro del Parlamento con il sistema maggioritario a turno unico. Il rappresentante del collegio dal 2024 è Alison Hume del Partito Laburista.

## Estensione

Scarborough and Whitby dal 2010 al 2024

- 1918-1950: il Municipal Borough of Scarborough, i distretti urbani di Pickering, Scalby e Whitby, i distretti rurali di Scarborough e Whitby e parte del distretto rurale di Pickering and Guisborough.
- 1950-1974: il Municipal Borough of Scarborough, i distretti urbani di Pickering, Scalby e Whitby e i distretti rurali di Scarborough e Whitby.
- 1997-2010: i ward del borgo di Scarborough di Ayton, Castle, Cayton, Central, Danby, Derwent, Eastfield, Eskdaleside, Falsgrave, Fylingdales, Lindhead, Mayfield, Mulgrave, Newby, Northstead, Scalby, Seamer, Streonshalh, Weaponness e Woodlands.
- 2010-2024: i ward del borgo di Scarborough di Castle, Cayton, Central, Danby, Derwent Valley, Eastfield, Esk Valley, Falsgrave Park, Fylingdales, Lindhead, Mayfield, Mulgrave, Newby, North Bay, Northstead, Ramshill, Scalby Hackness and Staintondale, Seamer, Stepney, Streonshalh, Weaponness, Whitby West Cliff e Woodlands.
- dal 2024: i ward del borgo di Scarborough di Burniston and Cloughton, Castle, Cayton, Danby and Mulgrave, Derwent Valley and Moor, Eastfield, Esk Valley, Falsgrave and Stepney, Fylingdales and Ravenscar, Mayfield, Newby, Northstead, Scalby Seamer, Streonshalh, Weaponness and Ramshil, Whitby West Cliff e Woodlands.[1]

## Membri del Parlamento
| Elezione | Elezione           | Deputato           | Partito            |
| -------- | ------------------ | ------------------ | ------------------ |
|          | 1918               | Gervase Beckett    | Conservatore       |
| 1922     | Sidney Herbert     |                    | Conservatore       |
| 1931     | Paul Latham        |                    | Conservatore       |
| 1941 (S) | Alexander Spearman |                    | Conservatore       |
| 1966     | Michael Shaw       |                    | Conservatore       |
|          | Feb 1974           | Collegio abolito   | Collegio abolito   |
|          | 1997               | Collegio ri-creato | Collegio ri-creato |
|          | 1997               | Lawrie Quinn       | Laburista          |
|          | 2005               | Robert Goodwill    | Conservatore       |
|          | 2024               | Alison Hume        | Laburista          |

## Risultati elettorali

### Elezioni negli anni 2020
| Partito                    | Partito                                           | Candidato                  | Risultati 4 luglio 2024 | Risultati 4 luglio 2024 |
| Partito                    | Partito                                           | Candidato                  | Voti                    | %                       |
| -------------------------- | ------------------------------------------------- | -------------------------- | ----------------------- | ----------------------- |
|                            | Laburista                                         | Alison Hume                | 17 758                  | 40,16                   |
|                            | Conservatore                                      | Roberto Weeden-Sanz        | 12 350                  | 27,93                   |
|                            | Reform UK                                         | David Bowes                | 9 657                   | 21,84                   |
|                            | Lib Dem                                           | Robert Lockwood            | 1 899                   | 4,29                    |
|                            | Verdi                                             | Annette Hudspeth           | 1 719                   | 3,89                    |
|                            | Yorkshire                                         | Lee Derrick                | 477                     | 1,08                    |
|                            | Social Justice Party                              | Asa Jones                  | 285                     | 0,64                    |
|                            | Social Democratico                                | Thomas Foster              | 76                      | 0,17                    |
|                            |                                                   |                            |                         |                         |
| Iscritti                   | Iscritti                                          | Iscritti                   | 74 558                  | 100,00                  |
| ↳ Votanti (% su iscritti)  | ↳ Votanti (% su iscritti)                         | ↳ Votanti (% su iscritti)  | 44 221                  | 59,31                   |
| ↳ Astenuti (% su iscritti) | ↳ Astenuti (% su iscritti)                        | ↳ Astenuti (% su iscritti) | 30 337                  | 40,69                   |
|                            |                                                   |                            |                         |                         |
|                            | Esito: collegio passa da Conservatore a Laburista |                            |                         |                         |

### Elezioni negli anni 2010
| Partito                    | Partito                                   | Candidato                  | Risultati 12 dicembre 2019 | Risultati 12 dicembre 2019 |
| Partito                    | Partito                                   | Candidato                  | Voti                       | %                          |
| -------------------------- | ----------------------------------------- | -------------------------- | -------------------------- | -------------------------- |
|                            | Conservatore                              | Robert Goodwill            | 27 593                     | 55,49                      |
|                            | Laburista                                 | Hugo Fearnley              | 17 323                     | 34,84                      |
|                            | Lib Dem                                   | Robert Lockwood            | 3 038                      | 6,11                       |
|                            | Yorkshire                                 | Lee Derrick                | 1 770                      | 3,56                       |
|                            |                                           |                            |                            |                            |
| Iscritti                   | Iscritti                                  | Iscritti                   | 74 393                     | 100,00                     |
| ↳ Votanti (% su iscritti)  | ↳ Votanti (% su iscritti)                 | ↳ Votanti (% su iscritti)  | 49 724                     | 66,84                      |
| ↳ Astenuti (% su iscritti) | ↳ Astenuti (% su iscritti)                | ↳ Astenuti (% su iscritti) | 24 669                     | 33,16                      |
|                            |                                           |                            |                            |                            |
|                            | Esito: collegio confermato a Conservatore |                            |                            |                            |

| Partito                    | Partito                                   | Candidato                  | Risultati 8 giugno 2017 | Risultati 8 giugno 2017 |
| Partito                    | Partito                                   | Candidato                  | Voti                    | %                       |
| -------------------------- | ----------------------------------------- | -------------------------- | ----------------------- | ----------------------- |
|                            | Conservatore                              | Robert Goodwill            | 24 401                  | 48,37                   |
|                            | Laburista                                 | Eric Broadbent             | 20 966                  | 41,56                   |
|                            | UKIP                                      | Sam Cross                  | 1 682                   | 3,33                    |
|                            | Lib Dem                                   | Robert Lockwood            | 1 354                   | 2,68                    |
|                            | Verdi                                     | David Malone               | 915                     | 1,81                    |
|                            | Indipendente                              | John Freeman               | 680                     | 1,35                    |
|                            | Yorkshire                                 | Bill Black                 | 369                     | 0,73                    |
|                            | Indipendente                              | Gordon Johnson             | 82                      | 0,16                    |
|                            |                                           |                            |                         |                         |
| Iscritti                   | Iscritti                                  | Iscritti                   | 73 595                  | 100,00                  |
| ↳ Votanti (% su iscritti)  | ↳ Votanti (% su iscritti)                 | ↳ Votanti (% su iscritti)  | 50 523                  | 68,65                   |
| ↳ Astenuti (% su iscritti) | ↳ Astenuti (% su iscritti)                | ↳ Astenuti (% su iscritti) | 23 072                  | 31,35                   |
|                            |                                           |                            |                         |                         |
|                            | Esito: collegio confermato a Conservatore |                            |                         |                         |

| Partito                    | Partito                                   | Candidato                  | Risultati 7 maggio 2015 | Risultati 7 maggio 2015 |
| Partito                    | Partito                                   | Candidato                  | Voti                    | %                       |
| -------------------------- | ----------------------------------------- | -------------------------- | ----------------------- | ----------------------- |
|                            | Conservatore                              | Robert Goodwill            | 20 613                  | 43,18                   |
|                            | Laburista                                 | Ian McInnes                | 14 413                  | 30,19                   |
|                            | UKIP                                      | Sam Cross                  | 8 162                   | 17,10                   |
|                            | Verdi                                     | David Malone               | 2 185                   | 4,58                    |
|                            | Lib Dem                                   | Michael Beckett            | 2 159                   | 4,52                    |
|                            | Alleanza per il Socialismo Verde          | Juliet Boddington          | 207                     | 0,43                    |
|                            |                                           |                            |                         |                         |
| Iscritti                   | Iscritti                                  | Iscritti                   | 73 557                  | 100,00                  |
| ↳ Votanti (% su iscritti)  | ↳ Votanti (% su iscritti)                 | ↳ Votanti (% su iscritti)  | 47 739                  | 64,90                   |
| ↳ Astenuti (% su iscritti) | ↳ Astenuti (% su iscritti)                | ↳ Astenuti (% su iscritti) | 25 818                  | 35,10                   |
|                            |                                           |                            |                         |                         |
|                            | Esito: collegio confermato a Conservatore |                            |                         |                         |

| Partito                    | Partito                                   | Candidato                  | Risultati 6 maggio 2010 | Risultati 6 maggio 2010 |
| Partito                    | Partito                                   | Candidato                  | Voti                    | %                       |
| -------------------------- | ----------------------------------------- | -------------------------- | ----------------------- | ----------------------- |
|                            | Conservatore                              | Robert Goodwill            | 21 108                  | 42,83                   |
|                            | Laburista                                 | Annajoy David              | 12 978                  | 26,33                   |
|                            | Lib Dem                                   | Tania Exley-Moore          | 11 093                  | 22,51                   |
|                            | UKIP                                      | Michael James              | 1 484                   | 3,01                    |
|                            | BNP                                       | Trisha Scott               | 1 445                   | 2,93                    |
|                            | Verdi                                     | Dilys Cluer                | 734                     | 1,49                    |
|                            | Indipendente                              | Peter Popple               | 329                     | 0,67                    |
|                            | Alleanza per il Socialismo Verde          | Juliet Boddington          | 111                     | 0,23                    |
|                            |                                           |                            |                         |                         |
| Iscritti                   | Iscritti                                  | Iscritti                   | 75 470                  | 100,00                  |
| ↳ Votanti (% su iscritti)  | ↳ Votanti (% su iscritti)                 | ↳ Votanti (% su iscritti)  | 49 282                  | 65,30                   |
| ↳ Astenuti (% su iscritti) | ↳ Astenuti (% su iscritti)                | ↳ Astenuti (% su iscritti) | 26 188                  | 34,70                   |
|                            |                                           |                            |                         |                         |
|                            | Esito: collegio confermato a Conservatore |                            |                         |                         |

### Elezioni negli anni 2000
| Partito                    | Partito                                           | Candidato                  | Risultati 5 maggio 2005 | Risultati 5 maggio 2005 |
| Partito                    | Partito                                           | Candidato                  | Voti                    | %                       |
| -------------------------- | ------------------------------------------------- | -------------------------- | ----------------------- | ----------------------- |
|                            | Conservatore                                      | Robert Goodwill            | 19 248                  | 41,03                   |
|                            | Laburista                                         | Lawrie Quinn               | 18 003                  | 38,38                   |
|                            | Lib Dem                                           | Tania Exley-Moore          | 7 495                   | 15,98                   |
|                            | Verdi                                             | Jonathan Dixon             | 1 214                   | 2,59                    |
|                            | UKIP                                              | Paul Abbott                | 952                     | 2,03                    |
|                            |                                                   |                            |                         |                         |
| Iscritti                   | Iscritti                                          | Iscritti                   | 65 428                  | 100,00                  |
| ↳ Votanti (% su iscritti)  | ↳ Votanti (% su iscritti)                         | ↳ Votanti (% su iscritti)  | 46 912                  | 71,70                   |
| ↳ Astenuti (% su iscritti) | ↳ Astenuti (% su iscritti)                        | ↳ Astenuti (% su iscritti) | 18 516                  | 28,30                   |
|                            |                                                   |                            |                         |                         |
|                            | Esito: collegio passa da Laburista a Conservatore |                            |                         |                         |

| Partito                    | Partito                                | Candidato                  | Risultati 7 giugno 2001 | Risultati 7 giugno 2001 |
| Partito                    | Partito                                | Candidato                  | Voti                    | %                       |
| -------------------------- | -------------------------------------- | -------------------------- | ----------------------- | ----------------------- |
|                            | Laburista                              | Lawrie Quinn               | 22 426                  | 47,19                   |
|                            | Conservatore                           | John Sykes                 | 18 841                  | 39,65                   |
|                            | Lib Dem                                | Thomas Pearce              | 3 977                   | 8,37                    |
|                            | Verdi                                  | Jonathan Dixon             | 1 049                   | 2,21                    |
|                            | UKIP                                   | John Jacob                 | 970                     | 2,04                    |
|                            | ProLife Alliance                       | Theresa Murray             | 260                     | 0,55                    |
|                            |                                        |                            |                         |                         |
| Iscritti                   | Iscritti                               | Iscritti                   | 75 194                  | 100,00                  |
| ↳ Votanti (% su iscritti)  | ↳ Votanti (% su iscritti)              | ↳ Votanti (% su iscritti)  | 47 523                  | 63,20                   |
| ↳ Astenuti (% su iscritti) | ↳ Astenuti (% su iscritti)             | ↳ Astenuti (% su iscritti) | 27 671                  | 36,80                   |
|                            |                                        |                            |                         |                         |
|                            | Esito: collegio confermato a Laburista |                            |                         |                         |

## Risultati dei referendum

### Referendum sulla permanenza del Regno Unito nell'Unione europea del 2016
|             | Collegio               | Lasciare UE % | Rimanere in UE % |
| ----------- | ---------------------- | ------------- | ---------------- |
|             | Scarborough and Whitby | 61,3%         | 38,7%            |
| Inghilterra | 53,3%                  | 46,7%         |                  |
| Regno Unito | 51,9%                  | 48,1%         |                  |